# Theo Hernández
Theo Hernández vagy teljes nevén Theo Bernard François Hernández (Marseille, 1997. október 6. –) világbajnoki ezüstérmes francia válogatott labdarúgó, az el-Hilál játékosa.

## Magánélete
Theo apja, Jean-François szintén labdarúgó. Ő is játszott az Atléticóban  csakúgy mint Theo bátyja, Lucas aki a Paris Saint-Germain játékosa.

## Statisztika

### Klub
2025. január 18.-án frissítve.
| Klub                       | Szezon         | League           | League | League | Nemzeti kupa | Nemzeti kupa | Nemzetközi kupa | Nemzetközi kupa | Egyéb | Egyéb | Összesen | Összesen |
| Klub                       | Szezon         | Bajnokság        | Mérk.  | Gólok  | Mérk.        | Gólok        | Mérk.           | Gólok           | Mérk. | Gólok | Mérk.    | Gólok    |
| -------------------------- | -------------- | ---------------- | ------ | ------ | ------------ | ------------ | --------------- | --------------- | ----- | ----- | -------- | -------- |
| Atlético Madrid B          | 2015–16        | Tercera División | 9      | 0      | —            | —            | —               | —               | 1     | 0     | 10       | 0        |
| Alavés (kölcsönben)        | 2016–17        | La Liga          | 32     | 1      | 6            | 1            | —               | —               | —     | —     | 38       | 2        |
| Real Madrid                | 2017–18        | La Liga          | 13     | 0      | 6            | 0            | 3               | 0               | 1     | 0     | 23       | 0        |
| Real Sociedad (kölcsönben) | 2018–19        | La Liga          | 24     | 1      | 4            | 0            | —               | —               | —     | —     | 28       | 1        |
| Milan                      | 2019–20        | Serie A          | 33     | 6      | 3            | 1            | —               | —               | —     | —     | 36       | 7        |
| Milan                      | 2020–21        | Serie A          | 33     | 7      | 2            | 0            | 10              | 1               | —     | —     | 45       | 8        |
| Milan                      | 2021–22        | Serie A          | 32     | 5      | 4            | 0            | 5               | 0               | —     | —     | 41       | 45       |
| Milan                      | 2022–23        | Serie A          | 32     | 4      | 1            | 0            | 11              | 0               | 1     | 0     | 45       | 4        |
| Milan                      | 2023–24        | Serie A          | 32     | 5      | 2            | 0            | 12              | 0               | —     | —     | 46       | 5        |
| Milan                      | Összesen       | Összesen         | 162    | 27     | 12           | 1            | 38              | 1               | 1     | 0     | 213      | 29       |
| Teljes karrier             | Teljes karrier | Teljes karrier   | 240    | 29     | 28           | 2            | 41              | 1               | 3     | 0     | 312      | 32       |

### A válogatottban
2025. január 18.-án frissítve.
| Nemzet        | Év       | Mérkőzés | Gól |
| ------------- | -------- | -------- | --- |
| Franciaország | 2021     | 4        | 1   |
| Franciaország | 2022     | 9        | 1   |
| Franciaország | 2023     | 10       | 0   |
| Franciaország | 2024     | 13       | 0   |
| összesen      | összesen | 36       | 2   |

### Góljai a válogatottban
| # | Dátum              | Helyszín                              | Pályára lépés | Ellenfél | Gól | Végeredmény | Verseny                           |
| - | ------------------ | ------------------------------------- | ------------- | -------- | --- | ----------- | --------------------------------- |
| 1 | 2021. október 7.   | Juventus Stadion, Torino, Olaszország | 2             | Belgium  | 3–2 | 3–2         | 2020–2021-es UEFA Nemzetek Ligája |
| 2 | 2022. december 14. | Al Bayt Stadion, Al-Hor, Katar        | 12            | Marokkó  | 1-0 | 2-0         | 2022-es labdarugó-világbajnokság  |

## Sikerei, díjai

### Klub
- Real Madrid
  - Spanyol szuperkupa: 2017
  - UEFA-szuperkupa: 2017
  - FIFA-klubvilágbajnokság: 2017
  - UEFA-bajnokok ligája: 2017–18

- AC Milan
  - Olasz bajnok: 2021–22
  - Olasz szuperkupa: 2024-2025

### Válogatott
- Franciaország
  - UEFA Nemzetek Ligája: 2020–21
  - FIFA világbajnokság második helyezett: 2022

### Egyéni
- Az AC Milan szezon játékosa: 2019–20
- A Serie A év csapatának tagja: 2019–20, 2020-21, 2021-22, 2022-23
- Serie A a hónap gólja: 2022. május[10], 2023. május[11]
- Serie A a szezon gólja: 2021-22[12]
- ESM A Szezon Csapata: 2022-23